# Józefina (album)
Józefina – trzeci album solowy Józefa Skrzeka, nagrany z zaproszonymi muzykami – m.in. z całym składem SBB. Muzykę do wszystkich utworów skomponował Józef Skrzek, on był także reżyserem nagrań zrealizowanych w studio Rozgłośni Polskiego Radia w Opolu (sesje nagraniowe trwały od lipca do grudnia 1980 roku). Płyta została wydana w 1983 przez Wifon (LP 037). Ukazała się również kaseta magnetofonowa (Wifon – MC 0188 / MIC-0188). Kompaktowe reedycje Józefiny (stan na rok 2025) to: Edycja z serii Niepokonani (Universal Music Polska – 064 338-2, 2002) oraz reedycje Metal Mind Productions (MMP CD 0537 DG, 2009) i Gad Records (GAD CD 317, 14 lutego 2025). W 2007 roku album Józefa Skrzeka ukazał się także w jego boxie zatytułowanym Viator 1973–2007 (Metal Mind Productions – MMP 20 CD BOX 001). Wydawnictwo z 2009 roku zawiera w bonusach album Singer, wydany po raz pierwszy jako osobne wydawnictwo 14 lutego 2025 roku nakładem Gad Records, a który wraz z Jóżefiną w pierwotnym zamyśle, stanowić miał dwupłytowy album, początkowo grupy SBB, a następnie jej lidera.

## Historia[5]
Pierwsze szkice utworów zawartych na Józefinie, powstały w 1979 roku. Pierwotnie album ten miał być kolejną płytą, a właściwie dwupłytowym wydawnictwem grupy SBB, która rozpoczęła jego nagrywanie w połowie lipca 1980 roku, lecz w listopadzie po zespole nie było już śladu, zaś sama formuła tych opolskich sesji nagraniowych pokazywała, że materiał, który powstaje – mocno odbiega od wcześniejszych dokonań formacji. Ze względu na zobowiązania koncertowe Jerzego Piotrowskiego, który zgodził się pojechać z zespołem Skaldowie na tournée po ZSRR na zastępstwo. Dlatego też – pięć dni przed jego wyjazdem, duet Skrzek–Piotrowski zarejestrował wstępne wersje większości utworów do których później dogrywali swoje partie instrumentów zaproszeni goście, tj.: Apostolis Anthimos, Sławomir Piwowar, Jochannes Biebl, przyjaciel Skrzeka z Berlina Wschodniuego i jedna z barwniejszych postaci tamtejszej sceny muzycznej. Do studia zaproszono także dwóch saksofonistów (Tomasz Szukalski i Andrzej Olejniczak) i Halinę Frąckowiak, która zaśpiewała jako solistka w utworze Cloud Power – i nagrała chórki – oraz grającego w kilku utworach na harmonijce ustnej Jana Skrzeka. 
31 lipca 1980 roku, będąc w połowie sesji nagraniowej, Józef Skrzek gościł w studiu Polskiego Radia Opole, wspominając lata swojej dotychczasowej kariery muzycznej i zapowiadając po raz pierwszy oficjalnie, wydanie nowego albumu. Na okładce Józefiny znalazło się zdjęcie fotografika Tomasza Sikory na którym w roli panny młodej wystąpiła żona Józefa, Alina. Album ukazał się na rynku bardzo późno, bo dopiero w 1983 roku w momencie, gdy Skrzek pochłonięty był już zupełnie inną twórczością i szukał swojego miejsca, grając w kościołach, czy w nietuzinkowej przestrzeni Planetarium Śląskiego. Nie zrealizowano także pierwotnego pomysłu na dwupłytowy album, gdyż drugi z nich zatytułoawny Singer ukazał się dopiero w lutym 2025 roku.

## Spis utworów
Strona A
1. „Transient Touch” (muz. Józef Skrzek – sł. Paul Drasch) – 4:06
2. „Hung-Under” (muz. Józef Skrzek – sł. Paul Drasch) – 5:43
3. „Inspired By Yesterday” (muz. Józef Skrzek – sł. Paul Drasch) – 4:18
4. „The Bird” (muz. Józef Skrzek – sł. Tom Winter) – 4:59
5. „King, Queen, Knave” (muz. Józef Skrzek – sł. Tom Winter) – 1:40

Strona B
1. „Fire Fly” (muz. Józef Skrzek – sł. Tom Winter) – 3:35
2. „Josephine” (muz. Józef Skrzek – sł. Tom Winter) – 4:44
3. „Cloud Power” (muz. Józef Skrzek – sł. Paul Drasch) – 3:11
4. „The Theme” (muz. Józef Skrzek – sł. Tom Winter) – 6:40
5. „Singer, Oh Singer” (muz. Józef Skrzek – sł. Tom Winter) – 2:19

Bonusy na reedycji kompaktowej, wydanej nakładem wydawnictwa Gad Records (GAD CD 317)
1. (11.) „Fire Fly (work in progress)” (muz. Józef Skrzek – sł. Tom Winter) – 4:14
2. (12.) „Josephine (piano version)” (muz. Józef Skrzek – sł. Tom Winter) – 4:34
3. (13.) „Cloud Power (work in progress)” (muz. Józef Skrzek – sł. Paul Drasch) – 3:40
4. (14.) „The Theme (writing session)” (muz. Józef Skrzek – sł. Tom Winter) – 4:30
5. (15.) „Hung-Under (work in progress)” (muz. Józef Skrzek – sł. Paul Drasch) – 6:25
6. (16.) „Józef & Hansi (writing session)” – 4:00

- Nagrano: 15 lipca–9 sierpnia 1980, PR Opole (1-13, 15, 16); archiwum Józefa Skrzeka (11-16)
- Overdubbing, miksy: 8 grudnia 1980, PR Opole (1-10)
- 26 października 1979, MDK w Bytomiu (14)

## Twórcy[5]
- Józef Skrzek – śpiew, fortepian, pianino Fendera, organy Hammonda, organy, clavinet, polymoog, minimoog, gitara basowa, cowbell, reżyser nagrania, aranżer
- Halina Frąckowiak – śpiew (1, 2, 4 ,6-9)
- Apostolis Anthimos – gitara (1, 2, 4, 9, 15)
- Sławomir Piwowar – gitara akustyczna, gitara elektryczna (1-4, 6-9, 11, 13, 15)
- Johannes Biebl – gitara (1-4, 6-9, 11, 13, 15, 16)
- Jerzy Piotrowski – perkusja (1-4, 6-9, 11, 13, 15)
- Andrzej Olejniczak – saksofon tenorowy (2, 3, 4, 9), saksofon sopranowy (6)
- Tomasz Szukalski – saksofon sopranowy (3, 4, 7, 9), saksofon tenorowy (6), klarnet basowy (9)
- Jan Skrzek – harmonijka ustna (1, 4, 9)

oraz
- Władysław Gawroński, Renata Szybka – realizacja dźwięku
- Edward Spyrka – konsultacja muzyczna[5]
- Tomasz Sikora, Marcin Mroszczak – projekt graficzny

## Reedycja Gad Records (2025)[5]
- Michał Wilczyński – producent reedycji
- Łukasz Hernik – współproducent, projekt okładki na bazie plakatu autorstwa Tomasza Sikory
- Emilia Zięba – redakcja
- Przemysław Pomarański – obróbka zdjęć